# جایزه (فیلم ۲۰۱۷)
جایزه (انگلیسی: The Prize) یک فیلم کمدی ایتالیایی به کارگردانی آلساندرو گازمن است که در سال ۲۰۱۷ منتشر شد.

## بازیگران
- جیجی پرویتی
- آلساندرو گاسمان
- روکو پاپالئو
- آنا فولیه‌تا
- ماتیلده د آنجلیس